# داميان جونسون (لاعب كرة سلة)
داميان جونسون (9 مارس 1987 في الولايات المتحدة - ) (بالإنجليزية: Damian Johnson)‏ هو لاعب كرة سلة أمريكي في مركز هجوم صغير الجسم. لعب مع Bendigo Braves ‏.

## وصلات خارجية
- داميان جونسون على موقع كلية كرة السلة في سبورتس رفرنس.كوم (الإنجليزية)
- داميان جونسون على موقع بروبوليرز (الإنجليزية)